# Harry Toffolo
Harry Stefano Toffolo (Welwyn Garden City, 19 agosto 1995) è un calciatore inglese, difensore del Charlotte FC.

## Caratteristiche tecniche
È un terzino sinistro.

## Carriera

### Club
Cresciuto nel settore giovanile del Norwich City, inizia la propria carriera professionistica nella stagione 2014-2015 in prestito allo Swindon Town dove colleziona 30 presenze fra Football League One e FA Cup segnando una rete.
Negli anni seguenti viene ceduto in prestito ad altre squadre delle serie inferiori inglesi riuscendo comunque a giocare due incontri di Carabao Cup con la prima squadra nell'agosto del 2015 e del 2016. 
Nel gennaio 2018 viene acquistato a titolo definitivo dal Millwall dove però non riesce ad esordire; sei mesi dopo si trasferisce al Lincoln City in quarta divisione ottenendo la promozione dopo una stagione da protagonista con 52 presenze.
Il 17 gennaio 2020 passa a titolo definitivo all'Huddersfield Town.
Nel 2022 si trasferisce al Nottingham Forest, rimanendoci per tre stagioni, nelle quali mette a segno 46 presenze ed 1 goal. Nel giugno 2025 viene annunciato l'addio al club.
Il 5 agosto 2025 si trasferisce agli americani del Charlotte FC, firmando un contratto valido fino al 2029.

### Nazionale
Ha giocato nelle nazionali giovanili inglesi Under-18, Under-19 ed Under-20.

## Statistiche

### Presenze e reti nei club
Statistiche aggiornate al 27 aprile 2025.
| Stagione                 | Squadra                  | Campionato               | Campionato | Campionato | Coppe nazionali | Coppe nazionali | Coppe nazionali | Coppe continentali | Coppe continentali | Coppe continentali | Altre coppe | Altre coppe | Altre coppe | Totale | Totale | Totale |
| Stagione                 | Squadra                  | Comp                     | Pres       | Reti       | Comp            | Pres            | Reti            | Comp               | Pres               | Reti               | Comp        | Pres        | Reti        | Pres   | Reti   |        |
| ------------------------ | ------------------------ | ------------------------ | ---------- | ---------- | --------------- | --------------- | --------------- | ------------------ | ------------------ | ------------------ | ----------- | ----------- | ----------- | ------ | ------ | ------ |
| 2014-2015                | Swindon Town             | FL1                      | 29         | 1          | FACup+CdL       | 1+0             | 0               | -                  | -                  | -                  | EFL Trophy  | 0           | 0           | 30     | 1      |        |
| ago. 2015                | Norwich City             | PL                       | 0          | 0          | FACup+CdL       | 0+1             | 0               | -                  | -                  | -                  | -           | -           | -           | 1      | 0      |        |
| 2015-gen. 2016           | Rotherham Utd            | FLC                      | 7          | 0          | FACup+CdL       | 0               | 0               | -                  | -                  | -                  | -           | -           | -           | 7      | 0      |        |
| gen.-giu. 2016           | Peterborough Utd         | FL1                      | 7          | 0          | FACup+CdL       | 0               | 0               | -                  | -                  | -                  | EFL Trophy  | 0           | 0           | 7      | 0      |        |
| ago. 2016                | Norwich City             | FLC                      | 0          | 0          | FACup+CdL       | 0+1             | 0               | -                  | -                  | -                  | EFL Trophy  | 1           | 0           | 2      | 0      |        |
| Totale Norwich City      | Totale Norwich City      | Totale Norwich City      | 0          | 0          |                 | 2               | 0               |                    | -                  | -                  |             | 1           | 0           | 3      | 0      |        |
| 2016-2017                | Scunthorpe Utd           | FLC                      | 22         | 2          | FACup+CdL       | 0               | 0               | -                  | -                  | -                  | -           | -           | -           | 22     | 2      |        |
| 2017-gen. 2018           | Doncaster                | FL1                      | 13         | 0          | FACup+CdL       | 2+0             | 0               | -                  | -                  | -                  | EFL Trophy  | 2           | 0           | 17     | 0      |        |
| gen.-giu. 2018           | Millwall                 | FLC                      | 0          | 0          | FACup+CdL       | 0               | 0               | -                  | -                  | -                  | -           | -           | -           | 0      | 0      |        |
| 2018-2019                | Lincoln City             | FL2                      | 46         | 3          | FACup+CdL       | 3+1             | 0               | -                  | -                  | -                  | EFL Trophy  | 2           | 0           | 52     | 3      |        |
| 2019-gen. 2020           | Lincoln City             | FL1                      | 26         | 1          | FACup+CdL       | 2+2             | 0               | -                  | -                  | -                  | EFL Trophy  | 3           | 0           | 33     | 1      |        |
| Totale Lincoln City      | Totale Lincoln City      | Totale Lincoln City      | 52         | 4          |                 | 8               | 0               |                    | -                  | -                  |             | 5           | 0           | 65     | 4      |        |
| gen.-giu. 2020           | Huddersfield Town        | FLC                      | 19         | 1          | FACup+CdL       | 0               | 0               | -                  | -                  | -                  | -           | -           | -           | 19     | 1      |        |
| 2020-2021                | Huddersfield Town        | FLC                      | 31         | 2          | FACup+CdL       | 0+1             | 0               | -                  | -                  | -                  | -           | -           | -           | 32     | 2      |        |
| 2021-2022                | Huddersfield Town        | FLC                      | 42+3       | 6          | FACup+CdL       | 1+2             | 0               | -                  | -                  | -                  | -           | -           | -           | 32     | 2      |        |
| Totale Huddersfield Town | Totale Huddersfield Town | Totale Huddersfield Town | 92+3       | 9          |                 | 24              | 0               |                    | -                  | -                  |             | -           | -           | 44     | 3      |        |
| 2022-2023                | Nottingham Forest        | PL                       | 19         | 0          | FACup+CdL       | 1+1             | 0+0             | -                  | -                  | -                  | -           | -           | -           | 21     | 0      |        |
| 2023-2024                | Nottingham Forest        | PL                       | 23         | 1          | FACup+CdL       | 5+0             | 0+0             | -                  | -                  | -                  | -           | -           | -           | 28     | 1      |        |
| 2024-2025                | Nottingham Forest        | PL                       | 4          | 0          | FACup+CdL       | 3+0             | 0+0             | -                  | -                  | -                  | -           | -           | -           | 7      | 0      |        |
| Totale Nottingham Forest | Totale Nottingham Forest | Totale Nottingham Forest | 46         | 1          |                 | 10              | 0               |                    | -                  | -                  |             | -           | -           | 56     | 1      |        |
| Totale carriera          | Totale carriera          | Totale carriera          | 291        | 17         |                 | 17              | 0               |                    | -                  | -                  |             | 8           | 0           | 316    | 17     |        |

## Palmarès
- Campionato inglese di quarta divisione: 1

Lincoln City: 2018-2019